# Masseverschluss

Animation: Nachladevorgang auf Basis eines einfachen Masseverschlusses

Der Masseverschluss ist eine Art des Verschlusses des Patronenlagers einer automatischen Schusswaffe. Er zeichnet sich dadurch aus, dass Lauf und Verschluss nicht mechanisch miteinander verriegelt sind. Der Verschluss basiert dabei auf Massenträgheit; Peter Dannecker beschreibt ihn physikalisch als „kraftschlüssig-dynamisch verriegelten Verschluss“.
Der Masseverschluss findet Anwendung bei zwei Arten von Verschlussantrieben. Zum einen als Rückdrucklader, entsprechend der englischen Bezeichnung blowback operation; dabei ist der Lauf starr, der Verschluss hingegen nach hinten beweglich und zum anderen als Blow Forward (englisch für Vordrucklader) bei dem der Lauf nach vorne beweglich, der Verschluss bzw. die Stützplatte hingegen starr ist. Beide Verschlussantriebsarten sind Gasdrucklader. Da das Blow-Forward-Prinzip praktisch kaum Anwendung findet, wird in der Literatur der Masseverschluss meistens implizit als Masseverschluss beim Rückdrucklader verstanden. Dieser Artikel ist dementsprechend aufgebaut.
Als Erfinder wird meistens John Moses Browning, aber auch Hugo Schmeisser und Georg von Dormus genannt. Das Prinzip des Masseverschlusses findet Anwendung in vielen Varianten, von kleinen Taschenpistolen bis zu schweren Maschinenkanonen.

## Allgemeines

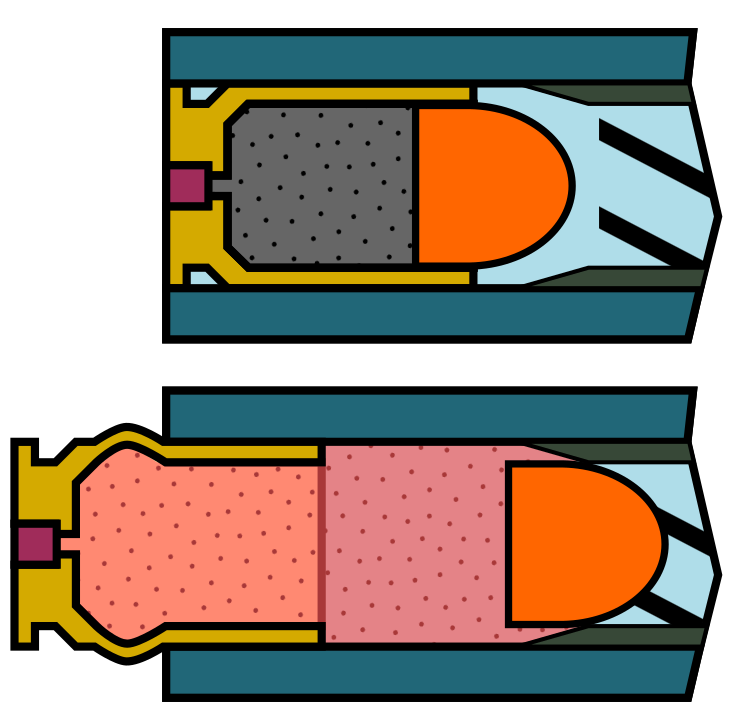
Wird die Patronenhülse zu schnell bzw. früh aus dem Patronenlager gedrückt, beult sie aus. Dies kann zum Reißen der Hülse führen, was die Funktionssicherheit der Waffe und den Schützen gefährdet.

Beim Masseverschluss sind der feststehende Lauf und bewegliche Verschluss nicht mechanisch miteinander verriegelt. Nach der Zündung der Treibladung bewegt sich die Patronenhülse samt Verschluss unter Druck rückwärts. Dabei muss die Rücklaufgeschwindigkeit des Verschlusses so weit begrenzt werden, dass die Hülse, solange sich das Geschoss im Lauf bewegt und dort hoher Druck herrscht, ausreichend vom Patronenlager abgestützt wird. Grundsätzlich sollen die Patronen aus dem Patronenlager höchstens die Stärke des Patronenbodens zurückrutschen, da sonst der hohle Hülsenteil nicht mehr unterstützt wird und es zu Hülsenriss kommen kann.
Nachdem das Geschoss den Lauf verlassen hat, bewegt sich der Verschluss durch seine Massenträgheit weiter nach hinten, wobei die Patronenhülse ganz aus der Patronenkammer ausgezogen und ausgeworfen wird. Die gespeicherte Federenergie steigt mit stärkerer Kompression der Feder an. Wenn der Verschluss seine gesamte kinetische Energie an die Feder abgegeben hat oder an einen Anschlag stößt und sich so in seinem hinteren Totpunkt befindet, wird er durch die Feder wieder nach vorne beschleunigt, wobei eine neue Patrone aus dem Magazin ins Patronenlager geführt wird.
Der Verschluss kann zuschießend oder aufschießend konstruiert sein. Bei Mustern in zuschießender Ausführung kann auf einen beweglichen Schlagbolzen verzichtet werden. Hier schlägt ein Dorn beim Schließen des Verschlusses auf das Zündhütchen der Patrone.
Grundsätzlich wird zwischen Gasdruckladern und Rückstoßladern unterschieden. Der Masseverschluss arbeitet nach dem Prinzip des Gasdruckladers. Die Verbrennungsgase der Treibladung breiten sich in alle Richtungen aus. Durch diesen Gasdruck wird zum einen das Geschoss nach vorne, zum anderen die Hülse nach hinten geschoben. Ein Bewegungsimpuls des Geschosses zum Erzeugen eines Rückstoßes ist auch gar nicht nötig. Der Masseverschluss funktioniert auch sehr gut mit Platzpatronen, wenn ein Manöverpatronengerät den Querschnitt der Rohrmündung stark verengt und somit der nötige Gasdruck aufgebaut wird. Ein Rückstoßlader benötigt hingegen eine Geschossbewegung, um den Rückstoß zu erzeugen. Dennoch wird fälschlicherweise der Masseverschluss manchmal den Rückstoßladern zugeordnet. Alternativ ist die Bezeichnung Rückdrucklader, entsprechend der englischen Bezeichnung blowback operation für den Masseverschluss, möglich. Diese Bezeichnung nimmt Bezug auf die öffnende Kraft, den Druck im Lauf, wohingegen Masseverschluss Bezug auf die Art der schließenden Komponente, der Massenträgheit, nimmt.
Essentiell für den Masseverschluss ist, dass die Hülse die das Patronenlager abdichtet gleichzeitig aber auch nach hinten rutscht. Durch ein Verklemmen der Hülse im Patronenlager würde nicht genügend Energie an den Verschluss übertragen werden mit der Folge, dass der Nachladevorgang der nächsten Patrone stoppen würde. Während das bei schwacher Pistolenmunition noch von sich aus funktioniert, müssen bei stärkerer Munition Vorkehrungen getroffen werden. Frühe Maschinengewehre mit Masseverschluss wie das österreichische Maschinengewehr Schwarzlose oder das italienische Breda 30 und vor allem Maschinenkanonen benötigten deshalb geölte Hülsen. Die Ölung bringt aber große Probleme mit sich, so dass man auf diese verzichten möchte.
Zur Zeit des Zweiten Weltkriegs kamen Patronenlager mit Druckausgleichsrillen auf. Bei der US-amerikanischen Variante der 20-mm-Oerlikon-Kanone, der Mark 4, wurden diese Rillen beim Übergang des Patronenlagers auf den Lauf eingeführt, um Ausziehprobleme trotz Hülsenölung zu verbessern. Durch diese Rillen herrscht der gleich hohe Druck im Inneren der Hülse wie auch in den Rillen um diese. Dadurch wird die Hülse weniger stark an die Wände der Patronenkammer gepresst und kann leichter zurückgleiten.
Um Gasverluste wegen schlechter Liderung möglichst zu vermeiden und Hülsenreißern im Patronenlager vorzubeugen, sollten die Hülsen zylindrisch oder nur leicht konisch sein und über keine sehr stark ausgeprägte Schulter bei einer Flaschenhalshülse verfügen, denn je weiter die konische Hülse aus dem Patronenlager herausragt, desto weniger wird sie von dem Patronenlager unterstützt. So traten bei Bergmann-Pistolen wegen schlechter Liderung Gasverluste auf, was die Leistung der Waffe verminderte und bei Verschmutzung zu Störungen führen konnte.
Um die Hülse länger in der Patronenkammer von den Wänden zu unterstützen, muss die Patronenkammer verlängert werden. Die dafür vorgesehenen Hülsen haben einen speziellen sogenannten unterschnittenen Boden (engl.: rebated rim), d. h. der Bodendurchmesser ist kleiner als der Querschnitt der Hülse. Dadurch kann der Auszieher mit der Patrone in die Patronenkammer hineinfahren.
Waffen mit einfachem Masseverschluss eignen sich hauptsächlich für Pistolenmunition. Für Gewehrpatronen wie die 7,62 × 51-mm-NATO-Patrone sind Zusatzmechanismen zur Verzögerung des Verschlusses notwendig, der Verschluss wird dann verzögerter Masseverschluss genannt. Weiter gibt es noch die bei Maschinenkanonen verwendete Variante mit Vorlaufzündung – bei der die Patrone bereits zündet, während der Verschluss sich noch schließt.
Bei modernen fremdgesteuerten automatischen Waffen wird die natürliche Masse durch eine magnetische Massensimulation für die Zeit, in der sich das Geschoss im Lauf befindet, erhöht.

## Varianten

### Einfacher Masseverschluss

Prinzip des einfachen Masseverschlusses

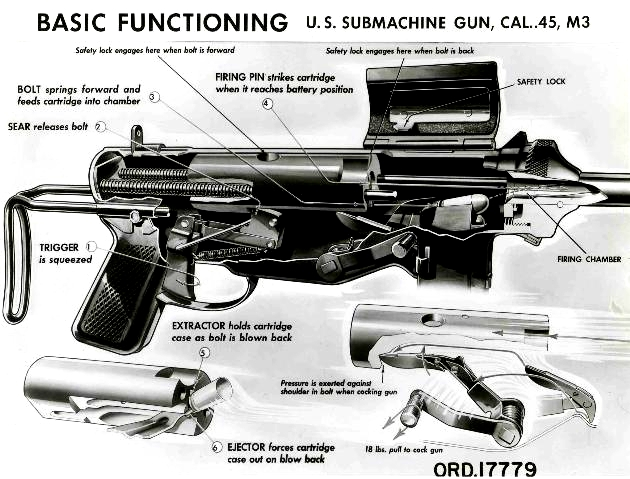
Die Maschinenpistole M3 hat einen einfachen Masseverschluss. Aufgrund der benötigten hohen Verschlussmasse sind einfache Masseverschlüsse bei Pistolen grundsätzlich nur für Kaliber kleiner als 9 × 19 mm geeignet.

Die technisch einfachste Variante eines Verschlusses für eine automatische Waffe ist der einfache Masseverschluss. Er setzt das Prinzip des Masseverschlusses ohne weitere Mechanismen um. Dank diesem einfachen Aufbau gelten Waffen mit Masseverschluss als sehr zuverlässig. Der Verschluss kann sehr einfach gewartet werden, was die Zerlegung und Reinigung beinhaltet.
Der Verschluss wird von verschiedenen Kräften gebremst: Reibungswiderstand zwischen Hülse und Patronenlager, Trägheitskraft der Verschlussmasse, Reibungswiderstand zwischen Verschluss und Gehäuse sowie Rückstellkraft der Schließ- und Schlagfedern. Der einfache Masseverschluss wird daher manchmal Feder-Masse-Verschluss bzw. Masse-Feder-Verschluss genannt. Das ist jedoch technisch nicht richtig, weil die Federkraft bezüglich des Verschlusses sehr gering, also vernachlässigbar ist. Der Verschluss wirkt durch seine Massenträgheit.
Da die Masse des Verschlusses direkt auf die Leistung der Patrone abgestimmt sein muss, sind dem Verschlussprinzip bei Handfeuerwaffen engere Grenzen gesetzt als bei anderen Verschlusskonstruktionen. Je leistungsstärker die Patrone ist, desto schwerer muss der Verschluss und größer die Federkraft der Schließfeder sein, was die Handhabung erschwert. So würde ein einfacher Masseverschluss für die Patrone 7,62 × 51 mm NATO circa 11 kg wiegen. Darum kommen einfache Feder-Masse-Verschlüsse nur bei relativ leistungsschwachen Patronen zum Einsatz.
Bewährt hat sich der einfache Masseverschluss deshalb vor allem bei Kleinkaliberwaffen (.22 kurz, .22 lfB, z. B. FN-Browning Selbstladegewehr cal 22), bei Pistolen für eher schwache Patronen (wie 6,35 mm Browning, 7,65 mm Browning, 9 mm kurz, 9 mm Makarow) sowie bei zuschießenden Maschinenpistolen mit stärkeren Patronen, wie 9 × 19 mm, .45 ACP oder 7,62 × 25 mm TT. Typische erfolgreiche Pistolen sind Walther PPK, FN Browning Modell 1900 oder die Makarow (PM). In Maschinenpistolen können schwerere Verschlüsse und Federn eingebaut werden, deshalb können sie auch stärkere Munition verschießen. Diese wird auch in seltenen Fällen in Pistolen mit einfachem Masseverschluss verwendet, beispielsweise in der Astra 600 oder der HK VP70, was aber die Handhabung der Pistolen erschwert.
Mit wenigen Ausnahmen haben alle in den Weltkriegen und darüber hinaus verwendeten Maschinenpistolen einen Masseverschluss. Beispiele sind die deutsche MP 18 und Maschinenpistole 40, die englische Lanchester-Maschinenpistole und die Sten Gun oder die russische PPSch-41, die israelische Uzi oder die US-amerikanische Thompson M1 (späte Kriegsfertigung) und MAC-10.

### Masseverschluss mit Vorlaufzündung

Prinzip des Masseverschlusses mit Vorlaufzündung bei einer zuschießenden Waffe: Die Patrone wird im mittleren Bild gezündet, also noch während der Vorwärtsbewegung des Verschlusses. Dabei halten zwei Auszieher (dunkelrot) die Patrone am Verschluss.

Beim einfachen Masseverschluss hält der Verschluss aufgrund seiner Masse die Patrone in der Kammer. Dieses ist aber nur für relativ schwache Patronen praktisch umsetzbar. Die Idee der Vorlaufzündung ist, bereits die kinetische Energie beim Vorlauf des Verschlusses dafür zu nutzen, um die Patrone in Kammer zu halten. Somit kann die Verschlussmasse deutlich reduziert werden.
Viele zuschießende Maschinenpistolen, angefangen mit der ersten echten Maschinenpistole, der MP18, nutzen dieses Prinzip im kleinen Maßstab. Sie zünden die Patrone im letzten Augenblick der Schließbewegung, wenn sich der Verschluss in einem Abstand unter 1 mm zur Patronenkammer befindet. Die Fachliteratur bezeichnet die Verschlüsse dieser Waffen oft als einfache Massenverschlüsse.

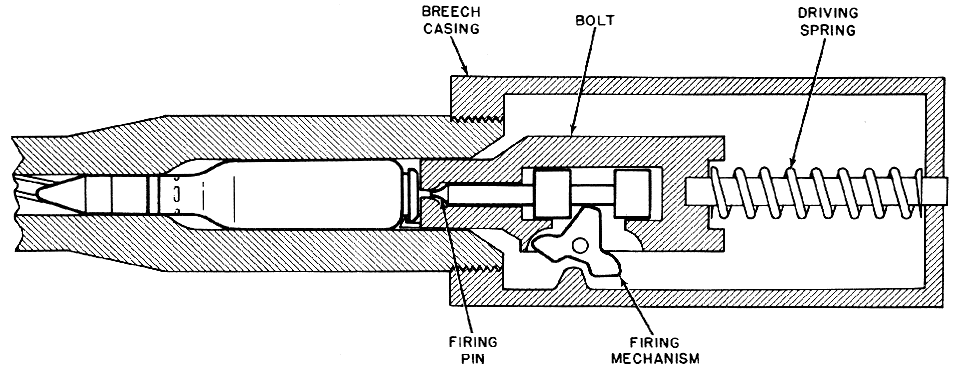
Patronenhülse mit unterschnittenem Boden zusammen mit einer verlängerten Patronenkammer

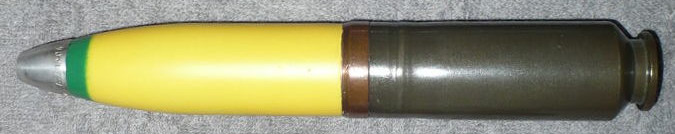
Sprenggeschoss für eine MK 108

Einen Masseverschluss mit „echter“ Vorlaufzündung verwendete die Becker-Maschinenkanone und ihre Nachfolger 20-mm-Oerlikon-Kanone, Oerlikon FF, Polsten 20-mm-Flak, MG FF und MK 108. Bei diesen Waffen sind der Verschluss und der Zündstift über einen Mechanismus verbunden. Der Zündstift wird über eine Art Wippe so gesteuert, dass er aus dem Verschluss herausfährt, wenn der Verschluss eine bestimmte Strecke zurückgelegt hat. Es gibt aber auch andere technische Realisierungen, um die Patrone im Vorlauf zu zünden. So verfügt die MK 108 über eine elektrische Zündung.
Die Patrone wurde bereits gezündet, während der Verschluss noch im Vorlauf war, etwa 12,5 mm bevor der Verschluss die Kammer erreichte. Somit wirkte die Bewegungsenergie des Verschlusses schon beim Schließen gegen den Gasdruck des Rückstoßes. Dies führte zu einer ruhigeren Funktion, zudem konnte damit die Verschlussmasse verringert werden. Die deutlich frühere Zündung der Becker-Maschinenkanonen wurde durch Hülsen mit unterschnittenem Boden zusammen mit einer verlängerten Patronenkammer erreicht.
Die Waffen verschossen gefettete Munition, um eine bessere Schmierung der Patronenhülse und der Patronenkammer zu erreichen.
Ein Masseverschluss mit Vorlaufzündung findet man heute vor allem in automatischen Granatwerfern, wie z. B. dem Mk 19 oder AGS-30.

### Verzögerter Masseverschluss

Hebelverzögerter Masseverschluss (z. B. FAMAS)

Beweglich abgestützter Rollenverschluss (z. B. HK MP5)

Gasdruckverzögerter Masseverschluss (z. B. HK P7)

Bei Waffen mit verzögertem Masseverschluss helfen zusätzliche Kräfte, den Verschluss zu bremsen. Das können Trägheitskräfte oder sonstige Reibungskräfte und der Verschlussbewegung entgegengesetzt wirkende Kräfte sein.
Bei durch Trägheitskräfte verzögertem Masseverschluss ist der Verschluss zweiteilig; vorne ist der Verschlusskopf beweglich mit dem Steuerstück verbunden. Der beim Schuss entstehende Druck auf die Stirnseite des Verschlusskopfes bewirkt dessen minimales Zurückweichen. Diese Bewegung wird über einen geeigneten Mechanismus auf das Steuerstück übertragen und beschleunigt dieses stark. Im Rücklauf löst dieses die Verriegelung des Verschlusskopfes und läuft mit diesem nach hinten, was den Nachladevorgang auslöst. Eine der ersten Waffen mit verzögertem Masseverschluss ist das Maschinengewehr Schwarzlose, bei diesem ist der Verschlusskopf über ein am Gehäuse angelenktes Kniegelenk mit dem Steuerstück verbunden. Die modernste Anwendung, der Rollenverschluss mit einem Verschlusskopf mit seitlich verriegelten Stützrollen, findet sich beim Heckler & Koch-Gewehr HK G3. Beim Schuss werden die Rollen nach innen auf einen vorne am Steuerstück liegenden Keil gepresst. Dieses wird durch die hieraus entstehende senkrechte Kraft-Komponente nach hinten beschleunigt, was den Nachladevorgang auslöst. Durch die waagerechte Bewegung bleibt die Waffe auch im Nachladevorgang in der Visierlinie.
Eine andere Technik wurde beim deutschen Volkssturmgewehr Spezial angewendet. Sie beruht darauf, den Lauf anzuzapfen und das Gas in einen Zylinder zu leiten, in dem ein Kolben den Rücklauf des Verschlusses bremst, solange Druck vorhanden ist.

### Magnetische Massensimulation

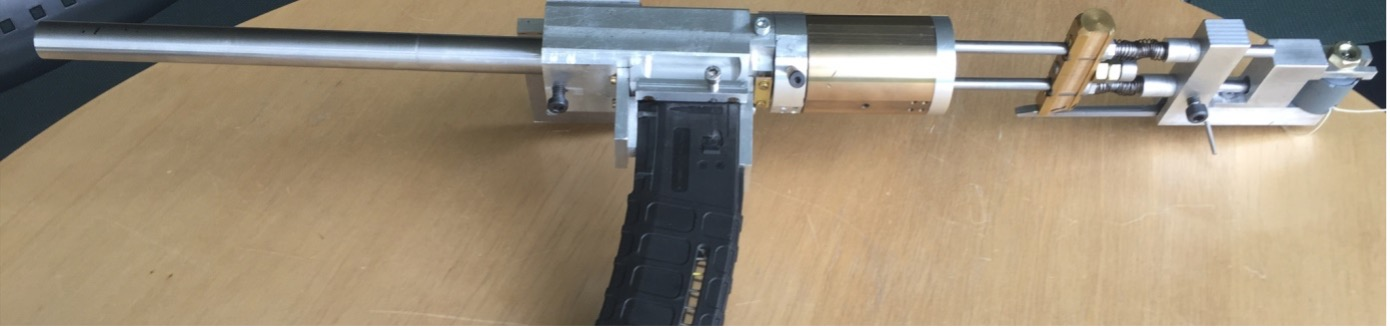
Technologiedemonstrator in 5,56 × 45 mm NATO mit Dauermagneten

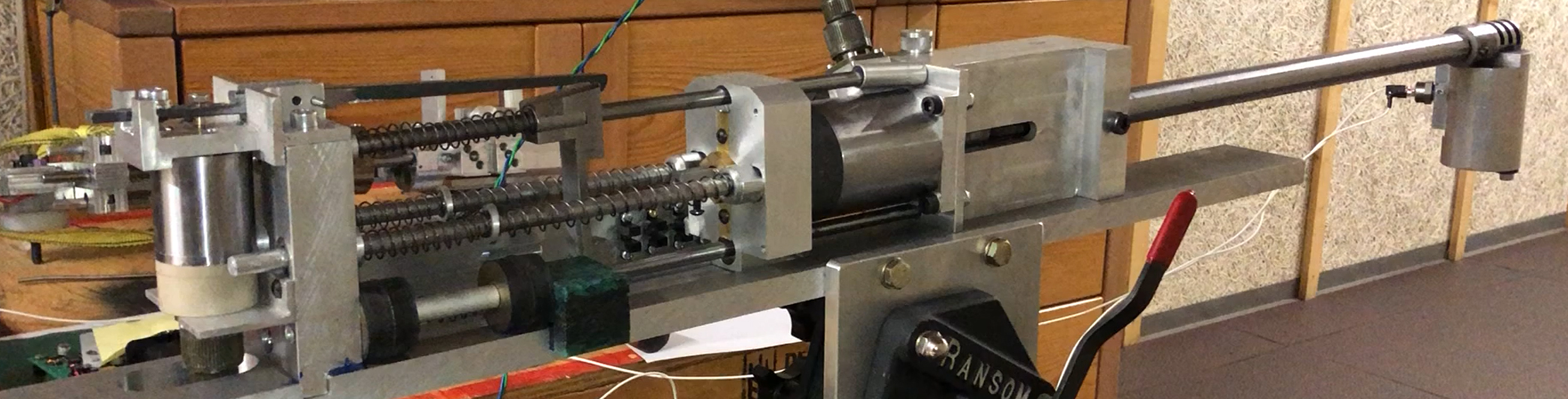
Technologiedemonstrator in 5,56 × 45 mm NATO mit Elektromagneten

Wird der Verschluss durch einen magnetischen Kraftfluss mit dem feststehenden Waffengehäuse inklusive des Rohrs verbunden, muss unmittelbar nach Zünden des Treibmittels diese magnetische Kraft überwunden werden. Die magnetische Kraft kann entweder durch Dauermagnete, Elektromagnete oder durch Induktion erzeugt werden. Dies führt dazu, dass die Verschlussgeschwindigkeit erheblich reduziert wird, genauso als würde die Verschlussmasse um ein Vielfaches erhöht.
Für die Antriebsart des Verschlusses bieten sich Hochleistungs-Linear-BLDC-Motoren oder Federn an. Bei Masse-Feder-Systemen müsste dann lediglich die Verschlussbewegung zum Laden und Entladen oder zum Beseitigen von Zündversagern über eine elektromotorische Betätigung erfolgen. Den Verschluss könnte man mechanisch verriegeln.
Die elektronische Steuerung mit ihrer funktionalen Sicherheitssoftware übernimmt alle Funktionen der Waffe und deren Überwachung. Eine Fernbedienung über Funk oder Kabel ist möglich.